# Elizabeth Blackbourn
Elizabeth Betty Blackbourn, född 1924 i Nya Zeeland, död 27 augusti 1999 i Falmouth i Cornwall i Storbritannien
, var en engelsk bordtennisspelare. 
Blackbourn deltog i ett bordtennis-VM, 1947. Hon vann två medaljer i Bordtennis VM, ett guld och ett silver.
Blackbourn växte upp i Exeter och under Andra världskriget var hon med i Women's Auxiliary Air Force (WAAF), en alternativ militär tjänstgöring för kvinnor i Storbritannien.
Blackbourn togs ut till Bordtennis VM 1947 i Paris. Där var hon med i laget som vann guld i lagkampen. I singel vann hon mot Angelica Rozeanu (Rumänien), Audrey Bates (Wales), Vera Votrubcová (Tjeckoslovakien) och Helen Elliot (Skottland). I finalen mötte hon Gizella Farkas från Ungern men förlorade. Det var det första av tre guld i rad för Farkas. I damdubbel tog Blackbourn sig till andra omgången med Vera Thomas-Dace där de mötte de blivande vinnarna Gizella Farkas/Gertrude Pritzi. I mixeddubbel tog hon sig till kvartsfinal med Eric Filby, England där de förlorade mot Viktor Barna/Margaret Franks. 
I slutet av 1947 reste hon till USA och utbildade sig till kiropraktor. Under tiden som hon var i USA vann hon mixedtiteln i amerikanska mästerskapen tillsammans med Richard Miles. År 1948 flyttade Elizabeth Blackbourn till Sydafrika där hon levde i flera år och vann deras mästerskap flera gånger.
Som gift hette hon Elizabeth Bennett och fick två barn med sin make Donald.

## Meriter
- Bordtennis VM
  - 1947 i Paris
    - 2:a plats singel
    - 1:a plats med det engelska laget

- English Open
  - 1946
    - 2:a plats singel

  - 1947
    - 1:a plats dubbel med Vera Thomas-Dace